# Uinta Mountains
Die Uinta Mountains [juːˈɪntə ˈmaʊntənz] sind ein Gebirgszug der Rocky Mountains im nordöstlichen Utah (Vereinigte Staaten). Sie verlaufen etwa 160 km östlich von Salt Lake City in einer für dieses Gebirge ungewöhnlichen Ost-West-Richtung und erreichen Gipfelhöhen von etwa 3700 bis 4100 m. Höchste Erhebung ist der Kings Peak, der mit 4123 m Höhe gleichzeitig die höchste Erhebung des Bundesstaats Utah ist.

## Geologie
Das Gestein im Kern der Uinta Mountains stammt aus dem Neoproterozoikum und ist etwa 800–700 Millionen Jahre alt und besteht hauptsächlich aus Quarzit, Schiefer und Tonschiefer. Diese Gesteinsschichten bilden die Masse der Uinta Mountains und sind 4–7,3 Kilometer mächtig. Viele der Gipfel sind von Kliffen umgeben, die sich zu breiten und flachen Oberflächen erheben. Die Flanken der in Ost-West-Richtung verlaufenden Kette enthalten paläozoische und mesozoische Schichtenfolgen, die vom Kambrium bis zur Kreidezeit reichen. Sie wurden während der Auffaltung des Gebirgszuges gekippt.
Die Auffaltung der Kette datiert aus der Zeit der laramischen Gebirgsbildung etwa vor 70–50 Millionen Jahren, als Druckspannungen Verwerfungen sowohl auf der Nordseite als auch auf der Südseite der heutigen Bergkette verursachten und die Gesteinsschichten in Falten legten. Die Ausrichtung der Uinta Mountains in ost-westlicher Richtung ist im Vergleich zu den meisten anderen Gebirgszügen der nördlichen Rocky Mountains eine Ausnahme, die möglicherweise auf eine Änderung des Faltungsverhaltens und eine Rotation des Colorado-Plateaus zurückgeht.
Die Uinta Mountains waren während der letzten Eiszeit weitgehend von Eis bedeckt. Die meisten der breiten Täler im Norden und Süden enthielten lange Gletscher.
Zwischen den Gipfeln und Kammlinien liegen weite Hochtäler, über die etwa 500 kleine Seen verteilt sind. Einer der beliebtesten ist aufgrund der guten Fischgründe und der schönen Landschaft der Mirror Lake.

## Hydrologie
Die Uintas gehören überwiegend zum Einzugsgebiet des Colorado River, so dass die Niederschläge in den Pazifischen Ozean abgeführt werden. Von Nord- und Südseite fließen die in den Bergen entspringenden Flüsse in den später in den Colorado mündenden Green River, der in einem engen Bogen östlich um die Kette herum fließt. 
Nur der äußerste Westen des Gebirgszugs entwässert in den Großen Salzsee und somit in das abflusslose Große Becken. An der Nordwestseite der Uinta Mountains entspringen der Bear River als größter Zufluss des Großen Salzsees sowie der Weber River. Der Provo River, größter Zufluss des Utah Lake, entspringt an der Südwestseite der Bergkette. Der Utah Lake selbst entwässert über den Jordan River in den Großen Salzsee, der somit den größten Teil seines Wassers aus den Uinta Mountains bekommt.

## Verwaltung
Das Gebirge ist fast vollständig im Besitz der Bundesregierung der Vereinigten Staaten. Die Nordhälfte des Gebirgszuges gehört zum Wasatch-Cache National Forest, der Süden zum Ashley National Forest. Beide Nationalforste stehen unter der Verwaltung des U.S. Forest Service und werden intensiv forstwirtschaftlich genutzt. Der Forest Service betreut auch das im Kern der Berge gelegene High Uintas Wilderness Area (gegründet 1984, 1850 km²), das als Wilderness Area, der strengsten Klasse von Naturschutzgebieten in den Vereinigten Staaten, ausgewiesen ist. Die Wälder bestehen vor allem aus Küstenkiefern und Felsen-Tannen.
Am Südrand reichen die Uinta Mountains noch in die Uintah and Ouray Indian Reservation, ein Indianerreservat der Ute-Indianer. 